# Механотрон
Механотро́н — електронно-керована лампа, в якій керування потоком електронів та іонів здійснюється механічним переміщенням одного чи декількох їх електродів відносно інших. Може виконуватись як електровакуумний або газорозрядний прилад. Зазвичай це різновид діода, у якому силою електронного чи іонного струму можна керувати механічним впливом ззовні.
Механотрони призначені для перетворення механічних величин в електричні і широко застосовуються як перетворювачі при вимірюванні малих переміщень — від 0,01 до 100 мкм і зусиль — від 1 мкн до 1 н, тисків від 0,1 н/м2 до 1 Мн/м2, прискорень від 0,001 до 100 м/с2, вібрацій з частотами до 10 кГц.
Відомі конструкції електронно-механічних генераторів електричних синусоїдальних коливань інфранизьких (і нижче) частот, де коливальним контуром слугує камертон відповідних розмірів. З'єднаний з камертоном механотрон перетворює механічні коливання в зміни свого анодного струму.

## Класифікація
- Механотрони з поздовжнім керуванням. Рухливий електрод переміщується уздовж ліній електричного поля, а його площина залишається перпендикулярною лініям поля.
- Механотрони з поперечним керуванням. Напрямок переміщення рухомого електроду перпендикулярно лініям електричного поля.
- Механотрони з зондовим керуванням. Використовується додатковий електрод (зонд), розташований в просторі між катодом і анодом або поблизу. Переміщення зонда супроводжується зміною електричного струму в його колі. Найбільш поширені газорозрядні механотрони з зондовим керуванням.
- Механотрони з диференціальним керуванням. Керування здійснюється переміщенням анода всередині нерухомого негативного електрода (антианода), що супроводжується зміною ступеня екранування катода від анода.
- Механотрони з механічним керуванням електронним променем. Являє собою електронно-променеву трубку з електростатичним відхиленням променя і з колекторами електронів. Керування здійснюється переміщенням однієї з відхиляючих пластин або додаткового електроду, що приводить до відхилення електронного променя і зміни струму колекторів.

## Приклад: 6МХ1Б

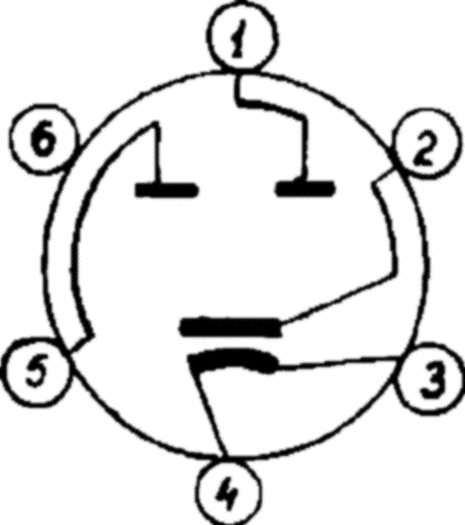
Механотрон 6МХ1Б:
1 — анод рухливий
2 — катод
3 — підігрівач
4 — підігрівач
5 — анод нерухомий
6 — відсутній

У радянського подвійного діода, механотрона 6МХ1Б положення одного з анодів (1 на схемі) можна змінити, натискаючи на виведений назовні метало-скляного корпусу через герметичну мембрану штир. Відповідно, змінювався анодний струм. Струм другого анода (5 на схемі) використовувався як зразковий при побудові мостових схем. Лампа застосовувалася, наприклад, у вагах-дозаторах.
Випускався заводом МЕЛЗ, Москва.
Характеристики 6МХ1Б як датчика
(Із етикетки на прилад. Для вказівки сил використовується одиниця «грам-сила» (гс).)
- Статична чутливість по струму до переміщень — не менше 20 мкА/мкм
- Діапазон вимірюваних переміщень — 0-140 мкм
- Статична чутливість по струму до сил — не менше 2,5 мА/гс
- Діапазон вимірюваних сил — ± 0,5 гс[4]